# ほがらかウィークリー
ほがらかウィークリーは、RKBラジオで月曜から金曜の朝9:30～11:30（後に枠大）放送された番組。
番組担当は安藤豊RKBアナウンサーと地元福岡の人気タレント福地高子。リスナーからの電話によるホットラインやスタジオ見学ができ放送局と聴取者双方向の交流、また番組担当の2人の漫才のようなかけあいが受け入れられ、絶大な人気を誇った。番組のオープニング・エンディングテーマ曲は｢内気なあいつ｣。

## 主な番組進行内容（昭和63年末時点）
- 9:35ヘッドラインNOW
- 9:37天気予報
- 9:47朝の告知板
- 9:56交通情報
- 10:0010時のRKBニュース
- 10:05歌謡クイズ
- 10:20花王ほがらかラジオ横丁
- 10:25ヘッドラインNOW
- 10:35ほがらかマガジン
- 10:55暮らしのアイデアBOX
- 10:55いいとこ見つけた佐賀県
- 11:00RKB毎日ニュース
- 11:15ほがらか花だより
- 11:25ほがらかダイヤリー
- 11:30ヘッドラインNOW